# 扎瓦利基
49°27′27″N 26°20′49″E / 49.45750°N 26.34694°E
扎瓦利基（烏克蘭語：Завалійки）是位於烏克蘭西部的村莊，由赫梅利尼茨基州裡赫梅利尼茨基區的維季夫齊市鎮負責管轄。該村始建於1762年，面積4.23平方公里，海拔高度281米，2001年人口1,201，人口密度每平方公里283.9人。